# Griot Maleki
Pour les articles homonymes, voir Griot.
Griot Maleki, né Kanan Maléki en 1990 et mort le 17 juin 2023, est un chanteur et griot togolais,,.

## Biographie
Kanan Maléki descend d'une famille de griots. Il étudie l'histoire.
Il est le président de l'association Griot Maléki (AGRIMA), directeur du Festival Kiyèna dans la Kozah (Fekko) et coordinateur du projet « Célébrons la paix et le Togo en marche » porté par le  Collectif des artistes traditionnels du Togo (CAT–Togo),.

## Discographie

### Singles
- 2022 : Togo Piya Kuyi
- 2016 : Mégbéledoudongdou

## Distinctions

### Nomination
- 2011 : 1re prix du festival international des griots à Pagouda en récompense à ses deux albums ayant pour thème le sida, la drogue ou l’exode rural[9],[4].

### Événements
- 2022 : 1re édition des Evala anticipée le 2 juillet[10]
- 2018 : 5e édition des Festival Kiyèna dans la Kozah le 2 juillet[6]